# 德凯巴鲁斯

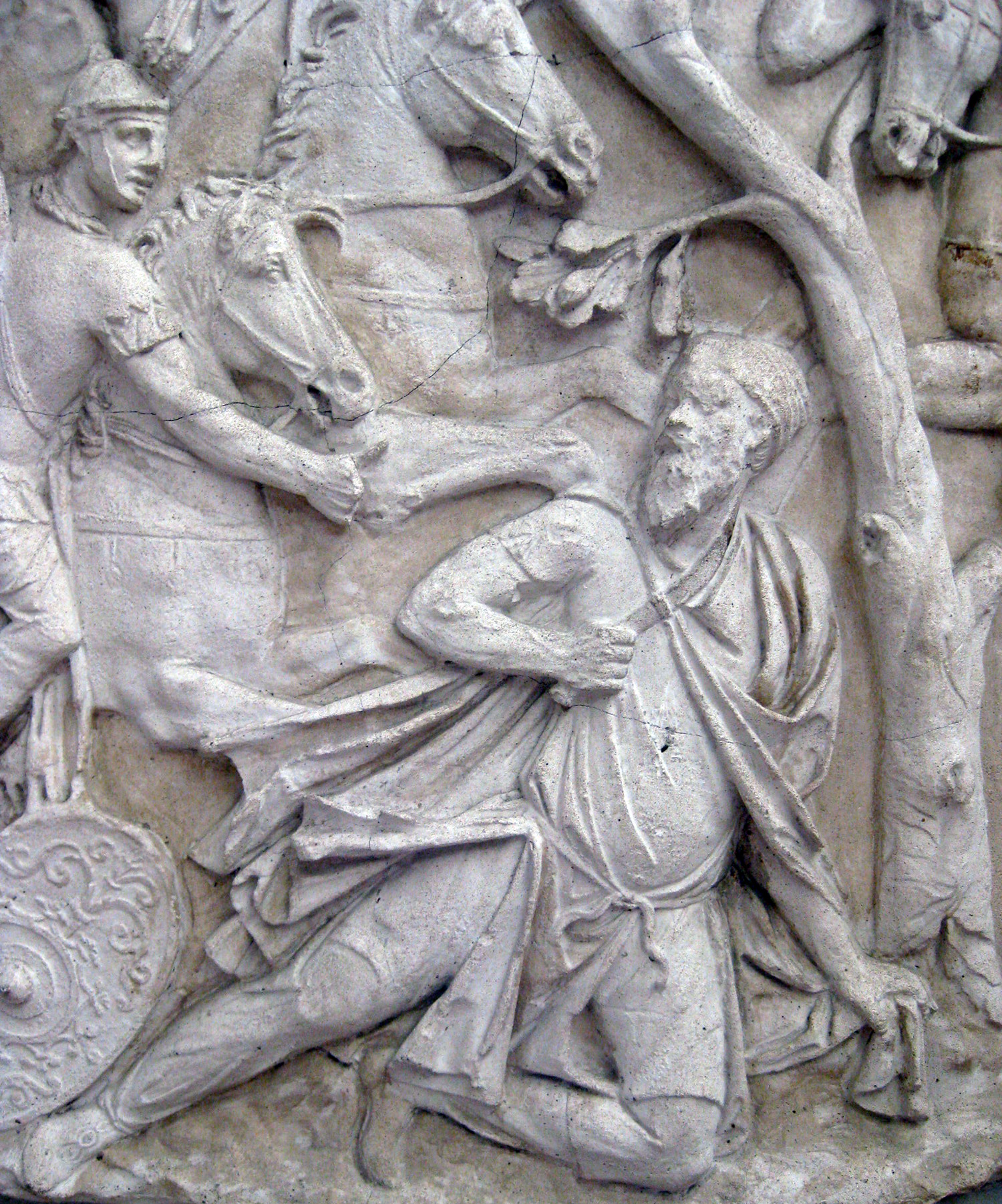
图拉真柱上表现德凯巴鲁斯自尽的浮雕

德切巴盧斯（Decebalus；？—106年）是達契亞的國王。 他與圖拉真率領的羅馬帝國進行兩次戰爭，以保衛達契亞王國。

## 生平
德切巴盧斯將各個達契亞部落統一為一個國家，並領導他們對抗羅馬皇帝圖密善和圖拉真。
德切巴盧斯在西元85年前後，組織軍隊進攻羅馬行省默西亞，殺死該省總督 Gaius Oppius Sabinus。86年或87年，德切巴盧斯殲滅總督 Cornelius Fuscus 領導的羅馬軍隊。但是，德切巴盧斯在88年被 Tettius Julianus 嚴重擊敗。不久，一位王位覬覦者反叛圖密善，位在多瑙河畔的日耳曼部落也反抗圖密善。圖密善隨即與德切巴盧斯達成協議，向達契亞人提供物資援助，換取他們對羅馬帝國主導地位的承認。
101年，圖拉真率軍入侵達契亞（第一次達契亞戰爭），首都薩爾米基蓋扎雷吉亞被攻占，德切巴盧斯被迫於102年接受羅馬帝國軍事佔領。
105年，德切巴盧斯擊敗佔領軍並入侵默西亞（第二次達契亞戰爭）。但是，在圖拉真於106年第二次佔領薩爾米基蓋扎雷吉亞後，德切巴盧斯隨即自殺。
他被認為致力於在羅馬帝國的侵略行動中保衛達契亞。

## 紀念
2004年，為紀念德切巴盧斯，一座40公尺高的雕像被雕刻在多瑙河邊的峭壁，與圖拉真之柱遙遠相對。 圖拉真柱上以雕刻記述第二次達契亞戰爭的有關事件（包括德切巴盧斯的自殺場景）。

## 參看
- 奧勒什蒂耶山脈的達契亞要塞群

## 外部連結
- Decebalus （页面存档备份，存于）在世界歷史百科全書的條目